# David Weiss
David Weiss, född 23 augusti 1980 i Oscars församling i Stockholm, är en svensk  skådespelare.
David Weiss är utbildad vid Teaterhögskolan i Malmö 2000–2004. Han är brorson till författaren Peter Weiss. Han har arbetat vid flera teatrar: Riksteatern, Dramaten, Stockholms Stadsteater, Uppsala Stadsteater, Unga Klara, Gävle Folkteater, Fryshuset i Stockholm, Teater Västernorrland, Smålands Musik och Teater samt Sommarteater på Krapperup.[källa behövs]

## Filmografi
- 2005 – Dödssyndaren
- 2007 – Hata Göteborg
- 2007 – Se upp för dårarna
- 2008 – Greetings from Slussen, Sthlm
- 2023 - Brassic
- 2024 - Mary and George

## Teater

### Roller (ej komplett)
| År   | Roll | Produktion               | Regi              | Teater                |
| ---- | ---- | ------------------------ | ----------------- | --------------------- |
| 2002 |      | Albert Speer David Edgar | Jasenko Selimović | Göteborgs stadsteater |

### Fotnoter
1. ↑  ”David Weiss”. Svensk Filmdatabas. http://sfi.se/sv/svensk-filmdatabas/Item/?type=PERSON&itemid=329397&ref=%2ftemplates%2fSwedishFilmSearchResult.aspx%3fid%3d1225%26epslanguage%3dsv%26searchword%3ddavid+weiss%26type%3dPerson%26match%3dBegin%26page%3d1%26prom%3dFalse. Läst 14 september 2012.

https://web.archive.org/web/20121028053812/http://www.sommarteaterpakrapperup.se/